# Colapteroblatta nigra
Colapteroblatta nigra är en kackerlacksart som först beskrevs av Brunner von Wattenwyl 1892.  Colapteroblatta nigra ingår i släktet Colapteroblatta och familjen jättekackerlackor. Inga underarter finns listade i Catalogue of Life.